# Fantasy (canción de Mariah Carey)
«Fantasy»  es una canción interpretada por la cantante estadounidense Mariah Carey, incluida en su quinto álbum de estudio Daydream (1995). Fue escrita por la intérprete junto con Dave Hall, Chris Frantz, Tina Weymouth, Adrian Belew y Steven Stanley, y producida por los dos primeros. El tema incorpora un sample del clásico post-disco de «Genius Of Love» (1981) de la banda Tom Tom Club.
Se publicó como el sencillo principal  el álbum y cuenta con una remezcla del rapero Sean Combs. La versión del álbum fue nominada a los premios Grammy de 1996 a la Mejor Interpretación Vocal Pop Femenina, que perdió ante «No More "I Love You's», de Annie Lennox.

## Recepción
«Fantasy» fue uno de los mayores éxitos de Carey, convirtiéndose en su noveno sencillo número uno en la lista estadounidense Billboard Hot 100. Fue el primer sencillo de una artista femenina en debutar en el número uno en Estados Unidos, y sólo el segundo después de "You Are Not Alone" de Michael Jackson. Permaneció en lo más alto durante ocho semanas, desde el 24 de septiembre al 18 de noviembre de 1995, el mayor número de semanas de la cantante hasta entonces junto con "Dreamlover" (1993). Sustituyó a la canción "Gangsta's Paradise" de Coolio y fue reemplazada por Whitney Houston con su sencillo "Exhale (Shoop Shoop)". "Fantasy" estuvo 23 semanas en el top 40, triunfando además en otras listas de la revista Billboard, incluyendo las de R&B y dance. Las enormes ventas del sencillo hicieron que la asociación RIAA lo certificara como doble disco de platino, convirtiéndose en el primer sencillo de Carey en conseguirlo. En octubre de 2019, la asociación RIAA lo certificó nuevamente, esta vez como triple disco de platino
También tuvo un enorme éxito en el resto del mundo, llegando al primer lugar en Canadá, Australia y Nueva Zelanda; y entrando entre las cinco mejores posiciones en Reino Unido donde recibió disco de Plata por más 200-000 copias del sencillo. Permaneció en el número uno en Canadá durante doce semanas, récord que compartió con otros seis sencillos hasta la publicación de "I'll Be Missing You" (1997), de Puff Daddy con Faith Evans. "Fantasy" alcanzó también el top 10 en la mayoría de los países de la Europa continental y el top 20 en la lista Oricon de Japón.

## Legado
La canción de Mariah "Fantasy" sigue siendo uno de los mejores ejemplos de la reelaboración de una extensa muestra en una obra maestra plenamente pop. La canción y su remezcla podría decirse que sigue siendo uno de los sencillos más importante Carey hasta la fecha. Debido al éxito y la influencia de la canción, a Carey se le atribuye la introducción del R&B y el hip hop en la cultura pop, y por popularizar el rap como un acto presentando a través de sus canciones post-1995. Sasha Frere-Jones, editora de The New Yorker comentó en referencia a remezclar la canción, "se convirtió en estándar para R&B / Hip-Hop para estrellas como Missy Elliott y Beyoncé, para combinar melodías con versos rapeados. Y las estrellas jóvenes-incluyendo pop blanco Britney Spears, 'N Sync, y Christina Aguilera han pasado gran parte de los últimos diez años haciendo música pop que es inconfundiblemente R & B. ". Por otra parte Jones llega a la conclusión de que "Su idea de emparejar una hembra pájaro cantor con los MCs más importantes hombres de hip-hop cambió el R & B y, con el tiempo, todo del pop. Aunque ahora cualquiera es libre de usar esta idea, el éxito de "Mimi" The Emancipation of Mimi, su décimo álbum de estudio publicado casi una década después de Fantasy] sugiere que todavía pertenece a Carey."

## Remixes
Mariah Carey trabajó con el productor Sean Combs (Puff Daddy) para crear el remix "Bad Boy" de "Fantasy". La versión del álbum combina la sensibilidad del pop y del hip hop, y el remix "Bad Boy" desarrolló esa idea utilizando los raps de Ol' Dirty Bastard (ODB). Carey se había dado a conocer por sus baladas pop, pero sus gustos personales se inclinaban por el R&B y el hip hop. Se eliminaron algunos de los elementos pop de la canción para la remezcla, a la vez que se resaltaron los bajos y el sample de "Genius of Love". Parte del ritmo de "Fantasy" se utilizó en la canción "That's the Way" de Mase y en "Así Es" de Akwid.
Se trata quizá de la colaboración más conocida de Ol' Dirty Bastard. La idea de una cantante pop supuestamente "limpia" y un rapero trabajando en la misma canción provocó cierta controversia, sobre todo con las líneas en las que ODB canta "Me and Mariah/go back like babies on pacifiahs" (Yo y Mariah volvemos como bebés con chupetes). Se grabó un vídeo para el remix con imágenes de la misma sesión de rodaje que el vídeo de la canción original y escenas en las que aparece ODB rapeando. John Norris, de MTV, afirmó que se trata del "single más importante que [Mariah] ha hecho hasta ahora".
Carey volvió a grabar la voz para los remixes Club de David Morales. Uno de ellos ganó el premio Winter Music Conference National Dance Award a la Canción Dance del Año.

## Vídeo musical
Este fue el primer video dirigido por la propia Mariah Carey. Fue filmado en el parque de diversiones Playland, en Rye (Nueva York), patinando y en una montaña rusa, antes de unirse a un grupo de bailarines de hip hop por la noche. El video también cuenta con una niña gorda intentado imitar a la cantante; este personaje aparecería 10 años más tarde en el video del sencillo "Shake It Off" (2005).

## Listas de pistas
EE. UU., CD maxisencillo (casete maxisencillo/Reino Unido, CD sencillo 1)
1. «Fantasy» (Álbum Versión)
2. «Fantasy» (Bad Boy Fantasy) (aunque no se indica, O.D.B. aparece en el remix)
3. «Fantasy» (Bad Boy with O.D.B.)
4. «Fantasy» (Bad Boy Mix)
5. «Fantasy» (Def Club Mix)

EE. UU., sencillo 12"
1. «Fantasy» (Def Club Mix)
2. «Fantasy» (MC Mix)
3. «Fantasy» (Puffy's Mix)
4. «Fantasy» (Bad Boy with O.D.B.)
5. «Fantasy» (Álbum Versión)
6. «Fantasy» (The Boss Mix)
7. «Fantasy» (Sweet Dub Mix)
8. «Fantasy» (Puffy's Club Mix)
9. «Fantasy» (Bad Boy Mix)

Reino Unido, CD sencillo 2
1. «Fantasy» (MC Mix)
2. «Fantasy» (Puffy's Mix)
3. «Fantasy» (Puffy's Club Mix)
4. «Fantasy» (The Boss Mix)
5. «Fantasy» (Sweet Dub Mix)

## Posicionamientos en listas
| Listas (1995)                             | Posición más alta |
| ----------------------------------------- | ----------------- |
| Australia (ARIA)                          | 1                 |
| Austria (Austrian Singles)                | 13                |
| Bélgica (Belgian Flanders Singles Chart)  | 9                 |
| Bélgica (Belgian Wallonia Singles)        | 3                 |
| Canadá (Canadian RPM Singles Chart)       | 1                 |
| Canadá (Canadian RPM Dance Chart)         | 1                 |
| Dinamarca (Danish Singles Chart)          | 5                 |
| Países Bajos (Dutch Singles)              | 10                |
| Unión Europea (Eurochart Hot 100 Singles) | 4                 |
| Finlandia (Finnish Singles Chart)         | 2                 |
| Francia (French Singles)                  | 5                 |
| Alemania (Media Control Charts)           | 10                |
| Irlanda (Irish Singles Chart)             | 10                |
| Italia (Italian Singles)                  | 9                 |
| Japón (Oricon)                            | 18                |
| Nueva Zelanda (New Zealand Singles Chart) | 1                 |
| Noruega (Norwegian Singles)               | 10                |
| Suecia (Swedish Singles)                  | 3                 |
| Suiza (Swiss Singles)                     | 10                |
| Reino Unido (UK Singles Chart)            | 4                 |
| Estados Unidos (Billboard Hot 100)        | 1 (8 semanas)     |
| Estados Unidos (Adult Contemporary)       | 8                 |
| Estados Unidos (Adult Pop Songs)          | 8                 |
| Estados Unidos (Hot Dance Club Songs)     | 1                 |
| Estados Unidos (Hot R&B/Hip-Hop Songs)    | 1                 |
| Estados Unidos (Pop Songs)                | 1                 |

| Listas (1995)                    | Posición |
| -------------------------------- | -------- |
| Australian ARIA Singles Chart    | 18       |
| Belgian Singles Chart (Wallonia) | 41       |
| Canada Dance (RPM)               | 5        |
| Canadian RPM Singles Chart       | 20       |
| Dutch Singles Chart              | 77       |
| French Singles Chart             | 24       |
| Italian Singles Chart            | 86       |
| U.S. Billboard Hot 100           | 7        |
| Lista (1996)                     | Posición |
| U.S. Billboard Hot 100           | 49       |

| Listas (1990–1999)     | Posición |
| ---------------------- | -------- |
| U.S. Billboard Hot 100 | 15       |

| País (Provider)       | Certificació |
| --------------------- | ------------ |
| Australia (ARIA)      | Platinum     |
| Francia (SNEP)        | Silver       |
| Nueva Zelanda (RIANZ) | Platinum     |
| Reino Unido (BPI)     | Silver       |
| USA (RIAA)            | 2× Platinum  |